# Sheik
Sheik fue una telenovela argentina emitida en el año 1995 por Canal 13. Protagonizada por Gustavo Bermúdez y Araceli González. Coprotagonizada por Alejandra Abreu, Cristina Allende, Silvia Baylé y Nora Zinski. Antagonizada por Raúl Rizzo, Norberto Díaz y Esther Goris. También, contó con la actuación especial de Noemí Morelli. Y la participación de Diego Varzi como actor invitado.

## Sinopsis
La historia empieza en 1966 en Sajar, un emirato árabe con una férrea adhesión a las tradiciones musulmanas. Alí, el Emir, obliga a su heredero Gamal a casarse con la princesa Nadia de Afganistán para continuar con la sucesión. Durante los preparativos, Gamal se enamora de Virginia (la hija del embajador argentino) pero las diferencias de culturas los separan, y todo termina trágicamente con la muerte de Gamal. Pasan los años y la hija de Virginia (Ana) y el hijo de Gamal (Gabriel) se conocerán en Argentina, muy lejos de la tierra que cobijó el amor de sus padres, pero con la misma pasión

## Reparto
- Gustavo Bermúdez - Gabriel/Gamal
- Araceli González - Ana/Virginia
- Raúl Rizzo - Rachid
- Norberto Díaz - Mohamed
- Esther Goris - Zelmira
- Nora Zinski  - Nadia
- Cristina Allende - Ofelia
- Noemí Morelli - Griselda
- Diego Varzi - Francisco Murray
- Miguel Habud - Marcelo
- Pablo Shilton - Kasfner
- César Vianco - Omar
- Silvia Baylé - Laura
- Katja Alemann - Sofía
- Gregory Dayton - Jan Mateens
- Roberto Antier - Juan
- Humberto Serrano - Beltrán
- Cecilia Milone - Marina
- Miguel Dedovich - Alí
- Patricia Rozas - Fada
- Coni Marino - Ingrid
- Mariano Argento
- Diego Bozzolo